# Marianna Morandi
Marianna Morandi (Roma, 14 febbraio 1969) è un'attrice italiana.

## Biografia
È la secondogenita (la primogenita Serena visse solo poche ore) del cantante e attore Gianni Morandi (1944) e della sua prima moglie, l'attrice Laura Efrikian (1940), nonché sorella maggiore del cantante Marco (1974); ha un fratellastro, il rapper Tredici Pietro, al secolo Pietro Morandi (1997), figlio di Gianni Morandi e della sua seconda moglie Anna Dan.
Ancora bambina, debutta come cantante nel brano Sei forte papà, inciso da suo padre nel 1976 con l'altro bambino che è Andrea Zambrini, figlio dell'autore della musica Bruno Zambrini. L’altro figlio di Zambrini, Alessandro, era stato la voce solista di La canzone di Charlotte, accompagnato dai piccoli coristi Gianmarco Trevisi e Maddalena Santucci,  (che allora facevano parte dei Piccoli Cantori di Milano), attuali giornalisti del Giornale Radio Rai.
Si diploma presso l'Accademia Nazionale d'Arte Drammatica di Roma.
Inizia la carriera di attrice teatrale, nel Don Giovanni di Molière per la regia di Glauco Mauri, ne L'avaro di Molière, per la regia di Giulio Bosetti e in Risiko di Francesco Apolloni per la regia di Pino Quartullo.
Recita poi nelle miniserie tv di Canale 5 La forza dell'amore (1998), al fianco del padre Gianni e dell'attrice Elena Sofia Ricci (che suscita qualche polemica per una scena con un bacio in bocca tra padre e figlia), e Le madri del 1999, regia di Angelo Longoni che la dirigerà anche in Un anno a primavera (2005), miniserie tv di Rai 2, con  Giorgio Pasotti e Nicoletta Romanoff.

### Nel sociale
Dal 2011 è testimonial AISM nella campagna La gardenia dell'AISM.

### Vita privata
È stata legata sentimentalmente per nove anni (dal 1993 al 2002) al cantautore Biagio Antonacci, con il quale ha avuto due figli: Paolo e Giovanni, che come il padre e il nonno hanno intrapreso la carriera nel mondo della musica, il primo come autore di testi e il secondo come cantante rap.

## Apparizioni musicali
Nel 1995 compare nella canzone Lavorerò (album edit), di Biagio Antonacci in una strofa rap.

## Filmografia
- La forza dell'amore, regia di Vincenzo Verdecchi - Miniserie TV  - (Canale 5, 1998)
- Le madri, regia di Angelo Longoni - Miniserie TV - (Rai 1, 1999)
- Un anno a primavera, regia di Angelo Longoni - Miniserie TV - (Rai 2, 2005)